# Schoenus nitens
Schoenus nitens là loài thực vật có hoa trong họ Cói. Loài này được (R.Br.) Roem. & Schult. miêu tả khoa học đầu tiên năm 1817.